# لی جینیو (اسکیت باز سرعت)
لی جینیو (انگلیسی: Li Jinyu؛ زادهٔ ۳۰ ژانویهٔ ۲۰۰۱) اسکیت‌باز سرعت اهل چین است.